# NIOD Instituut voor Oorlogs-, Holocaust- en Genocidestudies

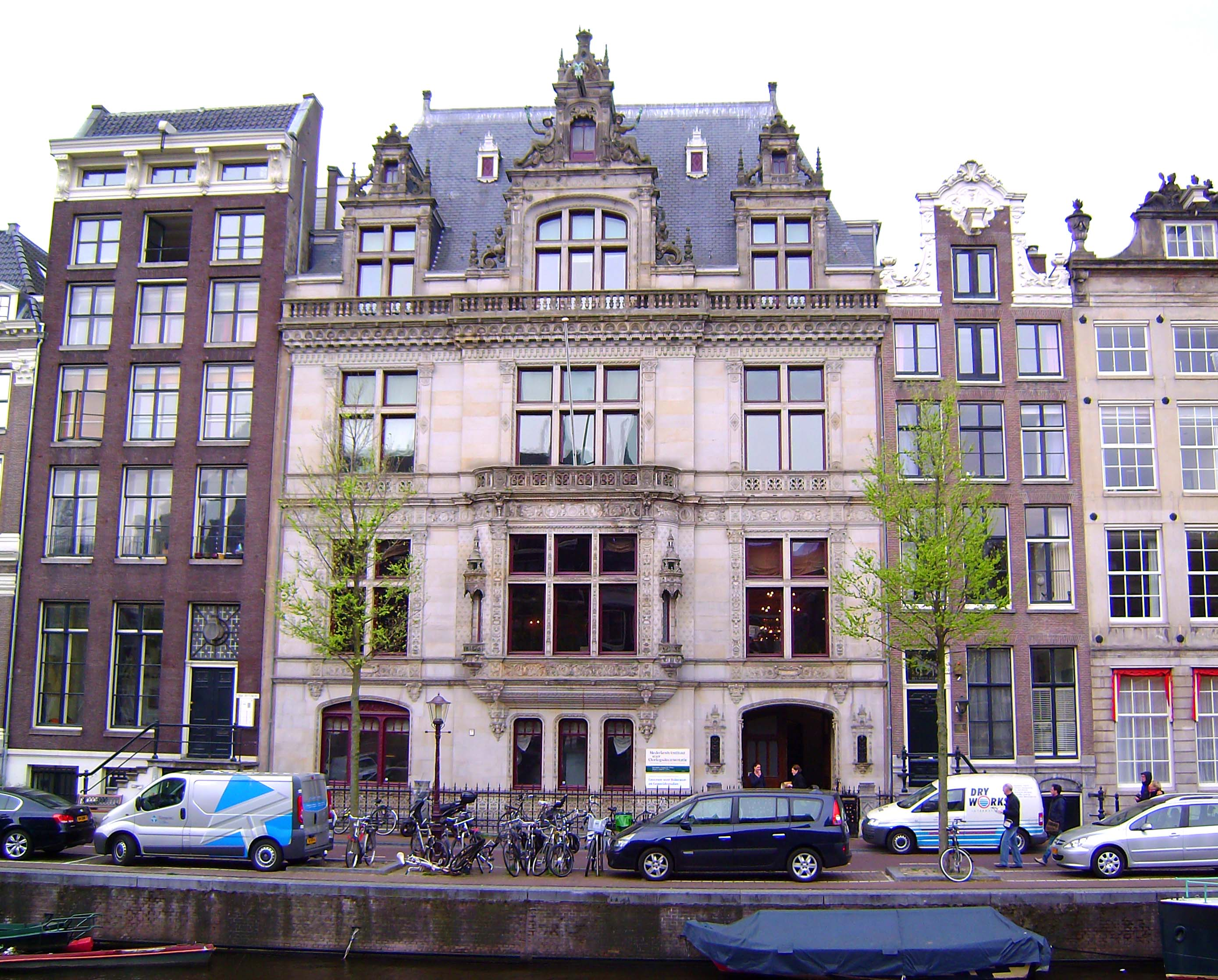
Das Niederländische Institut für Kriegsdokumentation in der Herengracht 380 in Amsterdam

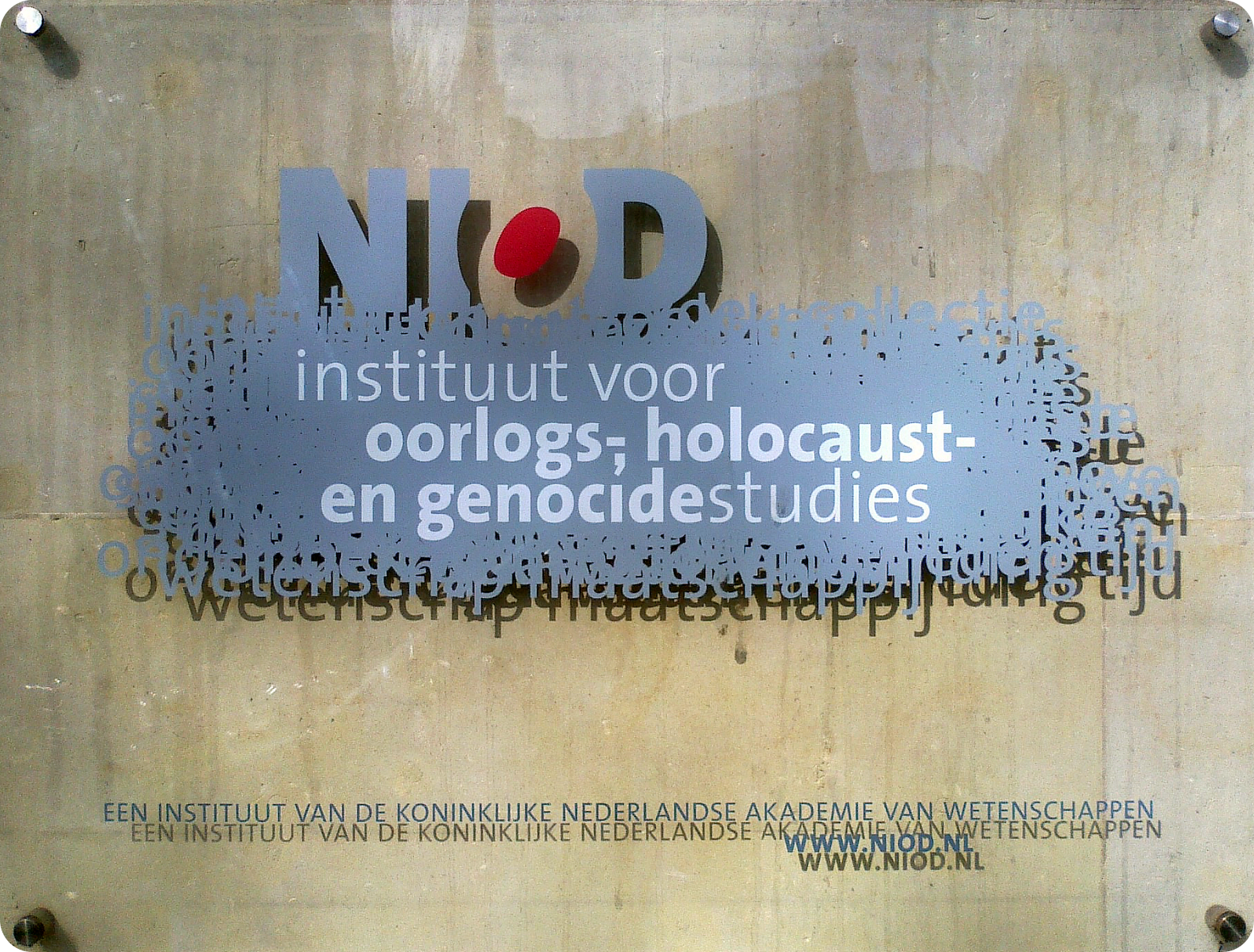
NIOD-Firmenschild am Eingang

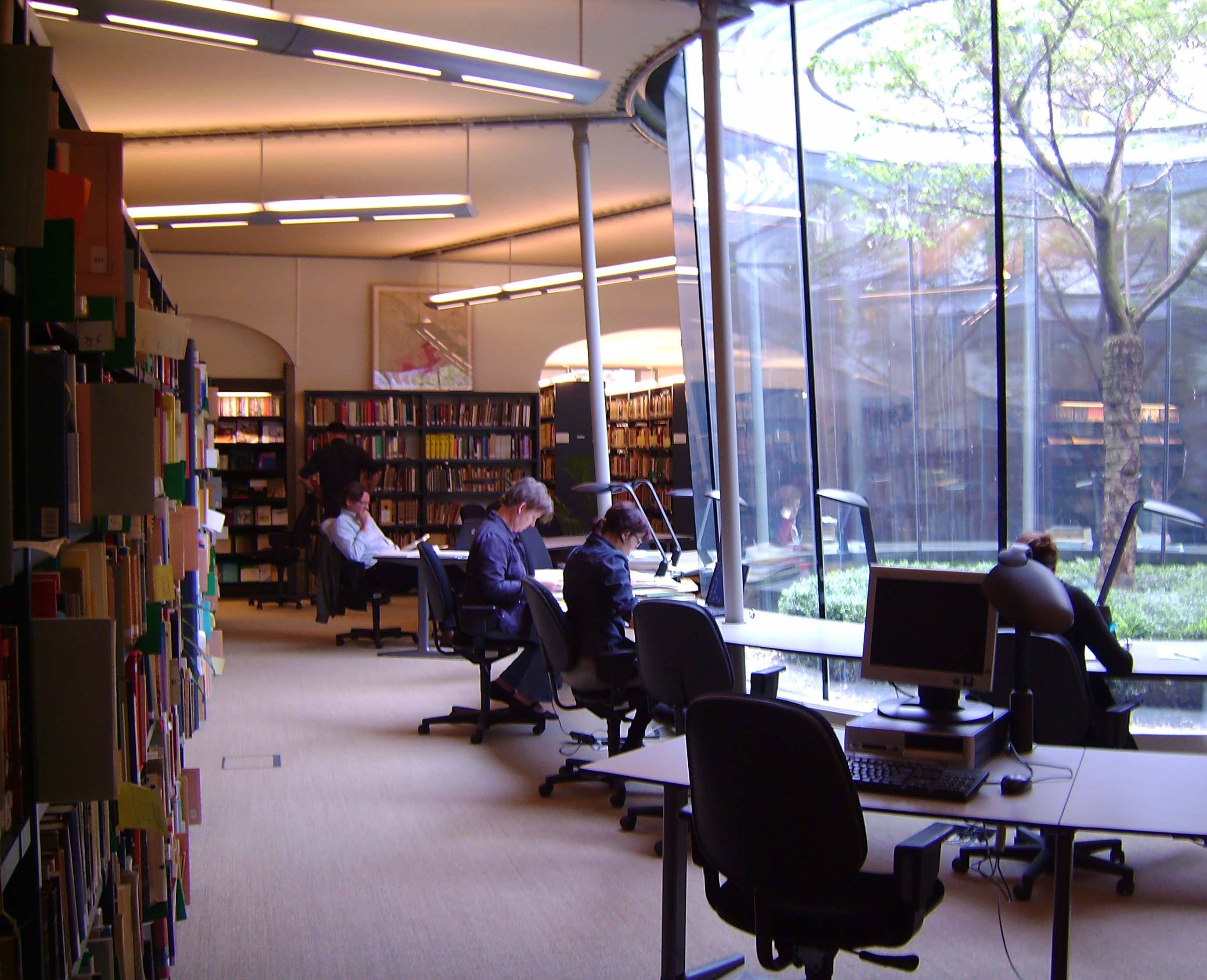
NIOD-Studiensaal

Das NIOD Instituut voor Oorlogs-, Holocaust- en Genocidestudies (NIOD Institut für Kriegs-, Holocaust- und Genozidstudien, ehemals Nederlands Instituut voor Oorlogsdocumentatie, Niederländisches Institut für Kriegsdokumentation) ist eine Forschungseinrichtung mit Sitz in Amsterdam, die sich ursprünglich ausschließlich mit der wissenschaftlichen Aufarbeitung der Besatzung der Niederlande und Niederländisch-Ostindiens während des Zweiten Weltkriegs befasste, heute allerdings einen größeren Zeitraum abdeckt. Das NIOD beherbergt Archive der deutschen (Niederlande) und japanischen (Niederländisch-Ostindien) Besatzungsmächte sowie Sammlungen von Büchern, Fotos, Briefwechseln, Plakaten, illegalen Zeitungen und Pamphleten.

## Geschichte
Die Planungen zur Errichtung liefen bereits während der Besatzungszeit an, das Institut wurde dann bereits einige Tage nach der bedingungslosen Kapitulation der Wehrmacht vom 8. Mai 1945 offiziell zunächst als Reichsbüro für Kriegsdokumentation in den Niederlanden eröffnet. Noch im selben Jahr wurde es in Reichsinstitut für Kriegsdokumentation (Rĳksinstituut voor Oorlogsdocumentatie, RIOD) umbenannt.
Erster Leiter (später Direktor) wurde Loe de Jong, vormals Mitarbeiter beim Londoner Widerstandssender Radio Oranje. Das Institut wandte sich über Rundfunk, Zeitungen und Plakate an die Bevölkerung, um möglichst viel Material von dokumentarischen Wert sammeln zu können. 1946 gelang es dem RIOD in Münster, große Teile des Archivs des Reichskommissariats der Niederlande zu erlangen. Der Minister für Kultur, Bildung und Wissenschaften Jos Gielen sah bereits im Januar 1948 das Institut als unnötigen Luxus an, konnte sich jedoch mit seiner Meinung nicht durchsetzen. Insbesondere der Erfolg von De Jongs (nicht unumstrittenem) monumentalem Standardwerk Het Koninkrijk der Nederlanden in de Tweede Wereldoorlog (Das Königreich der Niederlande im Zweiten Weltkrieg), dessen erster Band 1969 erschien, sicherte die Zukunft des Instituts. De Jong blieb bis 1979 Direktor des RIOD und vollendete die Arbeiten an seinem Standardwerk erst Jahre später. Zahlreiche andere Mitarbeiter des Instituts waren ebenfalls publizistisch tätig.
1996 erhielt das Institut den Auftrag, das Massaker von Srebrenica und die Rolle der niederländischen Blauhelm-Soldaten und die ihres Kommandanten Thomas Karremans darin zu untersuchen. Der 2002 veröffentlichte Bericht führte zum Rücktritt des Kabinetts Kok. 1998 wurde der allgemeine Forschungszeitraum schließlich auf die Jahre 1914 (Ausbruch des Ersten Weltkriegs) bis Ende des 20. Jahrhunderts ausgeweitet. Am 1. Januar 1999 wurde das Institut vom Ministerium für Kultur, Bildung und Wissenschaften abgespalten und der Königlich-Niederländischen Akademie der Wissenschaften angeschlossen. Im Zuge dessen erhielt es auch seinen heutigen Namen.
Die neuen Räumlichkeiten in einer alten Grachtenvilla an der Herengracht 380 wurden nach Entwürfen des Architekturbüros Benthem Crouwel umgebaut, erweitert, und somit in die heutige Form gebracht.
In Zusammenarbeit mit NIOD, dem Persmuseum (niederländisches Pressemuseum), dem ISSG, der Universitätsbibliothek der Universität von Amsterdam (UvA) sowie dem Katholiek Documentatiecentrum („Katholisches Dokumentationszentrum“, KDC) wurde eine Sammlung von Zeitschriften aus der Zeit von 1896 bis 1949 mit insgesamt 15.238 Seiten angelegt.

## Das NIOD heute
Das NIOD, das einige Dutzend Mitarbeiter beschäftigt, bietet sowohl die schriftliche Beantwortung von Fragen als auch den Besuch des Instituts für eigene Recherchen  nach Voranmeldung an. 2010 fusionierte das NIOD mit dem Centrum voor Holocaust- en Genocidestudies, seither trägt es den heutigen Namen.